# Инцидент с «Дайки Мару»
Инцидент с «Дайки Мару» (яп. 大輝丸事件 (Дайки Мару дзикэн)) — пиратский инцидент 1922 года с нападением японцев на российских моряков и разграблением груза в сахалинских водах в отместку за Николаевский инцидент. Жертвами стали 12 русских, 4 китайца и кореец. Вдохновитель, спланировавший нападение — Рикиитиро Эдзурэ (яп. 江連力一郎), уроженец Юки, выпускник школы Кайдзё, бросивший университет Мэйдзи и поступивший на армейскую службу, где дослужился до сержанта. Имел 10-й дан по кэндо, дзюдо, айкидо. Собрав пожертвования с симпатизирующих промышленников и военных, он стал обдумывать дальнейшие планы.
Арендовав 740-тонное судно «Дайки Мару», он стал зазывать народ:

Все вместе давайте на охоту за золотом в Охотское море!
Оригинальный текст (яп.)オホーツク海に砂金採取に行く

На его призыв откликнулись 60 человек, включая безработных и студентов. 26 сентября судно вышло из порта Отару и 1 октября подошло к Александровск-Сахалинскому. Там капитан собрал команду на палубе, взывая к ней и размахивая пистолетом.

Мы вынуждены будем сбросить в Охотске 60 канов золота из-за невозможности по-иному прохода сквозь дрейфующие льды, поэтому мы сменим курс на Николаевск-на-Амуре, вы все хорошо знаете сей порт по Николаевскому инциденту!
Оригинальный текст (яп.)オホーツクでの砂金回収60貫は流氷による航海不能により見送ることにする。そこで我らは進路を変え、アムール川河口のニコラエフスクに向かう。諸君らもよく知るはずの尼港だ！

9 октября, достигнув Николаевска, пираты взяли на абордаж несколько судов, экипажи были взяты в плен и заперты в каюте. 22-23 октября члены экипажей были казнены. Вернувшись в Отару, пираты разгрузились, получили по 150 иен награды и, прослушав речь капитана, разбрелись. Позже несколько пиратов из чувства вины решили сдаться с повинной, по их показаниям была дана розыскная ориентировка на остальных. На суде Эдзурэ оправдывался тем, что пытался поднять национальный дух японцев, приниженный Николаевским инцидентом. 27 февраля 1925 года он был приговорён к 12 годам тюрьмы. 34 других пирата были приговорены к разным наказаниям от 500 иен до 12 лет тюрьмы. По данным газеты «Кокумин Симбун», у пиратов были также найдены винтовки кавалеристов, а Эдзурэ сам заявил, что действовал с согласия Яманаси Хандзо и начальника местного департамента полиции, что дало ему возможность покинуть порт. В 1933 году Эдзурэ был помилован. Позже он переселился в Маньчжурию, дальнейшая судьба неизвестна. 28 февраля 1967 года в связи с истечением срока давности Токийский окружной суд освободил от ответственности последнего непойманного пирата. Используя эти события как прообраз, в 1976 году писатель Косакай Сёдзо написал свою книгу «Красный снежный шторм».